# Isaac Vorsah
Isaac Vorsah (Accra, 21 giugno 1988) è un ex calciatore ghanese, di ruolo difensore.

## Palmarès
- Campionato austriaco: 1

Salisburgo: 2013-2014
- Coppa d'Austria: 1

Salisburgo: 2013-2014